# Ghiacciaio Cayley
Il ghiacciaio Cayley (in inglese Cayley Glacier) (64°20′S 60°58′W) è un ghiacciaio situato sulla costa di Danco, nella parte occidentale della Terra di Graham, in Antartide. Il ghiacciaio, il cui punto più alto si trova 680 m s.l.m., fluisce verso nord-ovest fin nella costa meridionale della cala di Brialmont.

## Storia
Il ghiacciaio Cayley è stato mappato per la prima volta nel 1957 dal British Antarctic Survey, che all'epoca si chiamava Falkland Islands Dependencies Survey (FIDS), grazie a fotografie aeree scattate da alcuni membri della stessa organizzazione in una spedizione del 1956-57. Esso è stato poi così battezzato nel 1960 dal Comitato britannico per i toponimi antartici in onore di Sir George Cayley (1773-1857), pioniere dell'ingegneria aeronautica che per primo definì i principi base della meccanica del volo.